# Justus Wertmüller
Justus Wertmüller (geboren am 10. März 1962) ist ein politischer Journalist und Redakteur der Berliner Zeitschrift Bahamas. Er galt als „namhafter Wortführer“ der antideutschen Strömung. Seit der Bahamas-Konferenz 2009 distanzieren sich Wertmüller und die Bahamas von den „abgehangenen Attributen“ kommunistisch, israelsolidarisch und antideutsch und haben die Begrifflichkeit „ideologiekritisch“ als neuen zentralen Bezugspunkt eingeführt.

## Leben
Er war in den 1980er Jahren Mitglied der Grünen in München und später Mitglied im Kommunistischen Bund, bei dessen Monatszeitung Arbeiterkampf war er als Autor tätig. Auch in den 1980er Jahren zog er nach Berlin, wo er anschließend als Schuldnerberater arbeitete. Er hat außerdem Artikel in den Zeitschriften Blätter des Iz3w, Konkret und Jungle World veröffentlicht. Justus Wertmüller ist Gründungsmitglied der Zeitschrift Bahamas, für die er annähernd 100 Beiträge verfasst hat. Unter dem Titel Verschwörungen gegen das Türkentum veröffentlichte 2017 der Berliner XS Verlag mehrere Aufsätze Wertmüllers zur Geschichte und Gegenwart der Türkei in Buchform.

## Kontroversen um Auftritte
Am 12. November 2010 hielt Wertmüller auf einer Veranstaltung des AStA der Universität Bonn vor 200 Zuhörern den Vortrag „Der Sarrazin-Komplex – Warum seine Kritiker im Unrecht und seine Thesen trotzdem verkehrt sind“, der von einer antiimperialistischen Gruppe im Publikum gestört wurde. Als ein Zuschauer versuchte, ihn mit einem Laserpointer zu blenden, wurde ein sich dazwischen stellender Student aus Köln durch Verbrennungen am Auge verletzt. Nachdem die Polizei alarmiert worden war, verließen die meisten Störer die Veranstaltung.
Eine für den 3. Juli 2012 an der Universität Rostock von der Hochschulgruppe der Deutsch-Israelischen Gesellschaft (DIG) geplante Vortragsveranstaltung mit Wertmüller als Referenten wurde von der Universitätsverwaltung wegen befürchteter „Störungen und Tumulte“ infolge verfassungsfeindlicher Äußerungen untersagt und musste in die Tagungsstätte der Heinrich-Böll-Stiftung verlegt werden. Auf zwei kleine Anfragen der Landtagsabgeordneten Johann-Georg Jaeger und Peter Ritter zu den Umständen der Absage erklärte die Landesregierung, die Universität habe „aufgrund vorliegender Verdachtsmomente auf einen extremistischen Hintergrund“ das Landesamt für Verfassungsschutz informiert, welches Wertmüller als „namhafte[n] Vertreter des ‚antideutschen Linksextremismus‘“ einstufte. Die DIG kritisierte das Verbot als Einschränkung der Wissenschaftsfreiheit.

## Positionen
Während des Kosovokrieges 1999 trat er gegen die von Deutschland unterstützten Angriffe der NATO auf die Bundesrepublik Jugoslawien ein und wandte sich aus diesem Anlass gegen einen prinzipiellen Antinationalismus in Teilen der deutschen Linken. Er behauptete, „die“ Serben hätten eine furchtbare Niederlage bei der Bemühung um einen freundlicheren Balkan erlitten, und eine uneingeschränkte Solidarisierung mit der Bundesrepublik Jugoslawien sei Pflicht. Serbien sei „nur eine normale, keine furchtbare Nation“, von der „der so grauenvoll umgebrachte Versuch, in einem Flecken der Welt den Ethnoschrecken zu Überwinden“ übrig bleiben werde. Deshalb kritisierte er die Linken, die sich nicht bedingungslos hinter Serbien gestellt hatten, und wandte sich gegen Versuche, das Mitführen von Bildern Slobodan Miloševićs auf Antikriegsdemonstrationen zu unterbinden.
Wertmüller beschrieb den arabischen Antisemitismus der Al-Aqsa-Intifada als „Klerikalfaschismus“. Nachdem im Dezember 2000 eine neue Serie palästinensischer Selbstmordattentate einsetzte, verschärfte Wertmüller seine Analyse im Herbst 2002 in dem Aufsatz „Politische Theologie. Islamische Herrschaft als ideologische Synthese aus NS und Globalisierungskritik“.
Wertmüller setzt sich für eine „bedingungslose Solidarität“ mit Israel ein. Mit den Worten von Karl Marx zieht er das „allgemeine Nützlichkeits- und Brauchbarkeitsverhältniss“ des Kapitalismus „einem auf Bluturenge, Natur und Herrschafts- und Knechtschaftsverhältnisse gegründeten nur lokalen Zusammenhang“ vor, den Wertmüller für die arabischen Gesellschaften konstatiert und als regressive Zielvorstellung einer antisemitischen und antiamerikanischen Internationalen befürchtet. Dagegen müsse der richtig verstandene Kommunismus die „Aufhebung der kapitalistischen Welt auf ihrem höchsten Niveau“ sein.
Wertmüllers Positionen sind häufig von verschiedenen Proponenten der politischen Linken kritisiert worden, auch von Wertkritikern wie Robert Kurz oder in der Zeitschrift Streifzüge.

## Beiträge (Auswahl)
- Und immer noch kein Staatsfreund, Gespräch von Johannes Agnoli mit Clemens Nachtmann und Justus Wertmüller für die Zeitung Arbeiterkampf. In: Johannes Agnoli: 1968 und die Folgen. Ça-Ira-Verlag, Freiburg im Breisgau 1998, ISBN 3-924627-59-2, S. 237 ff.
- Ein Steinmetz. In: Arbeitskreis Kritik des deutschen Antisemitismus (Hrsg.): Antisemitismus – die deutsche Normalität. Geschichte und Wirkungsweise des Vernichtungswahns. Ça-Ira-Verlag, Freiburg im Breisgau 2001, ISBN 3-924627-69-X, S. 237 ff.
- Aufstand der Anständigen. Hat Israel noch eine Chance? In: Hermann L. Gremliza (Hrsg.): Hat Israel noch eine Chance? Palästina in der neuen Weltordnung. KVV Konkret, Hamburg 2001, ISBN 978-3-930786-32-9, S. 44–64.
- Religion der Befreiung. Der Islam als Erweckungsbewegung In: Stephan Grigat, Simone Dinah Hartmann (Hrsg.): Der Iran. Analyse einer islamischen Diktatur und ihrer europäischen Förderer. Studien-Verlag, Innsbruck / Wien / Bozen 2008, ISBN 978-3-7065-4599-0, S. 247–257.
- Verschwörungen gegen das Türkentum. Der Weg der Türkei von der säkularen Erziehungsdiktatur zur islamistischen Volksdemokratie. Erstausgabe. XS Verlag, Berlin 2017, ISBN 978-3-944503-11-0.